# Stará Turá
Stará Turá (njemački: Alt-Turn, mađarski: Ótura) je grad u zapadnoj Slovačkoj u Trenčinskom kraju. Grad upravno pripada Okrugu Nové Mesto nad Váhom.

## Zemljopis
Grad se nalazi na Myjava brdima u blizini Malih Karpata i Bijelih Karpata. Nalazi se 11 km od Novog Mesta nad Váhom i oko 105 km od Bratislave.

## Povijest
Prvi pisani zapis o Stará Túri je iz 1392. godine kao selo koje je pripadalo Čachtice dvorcu.
Godine 1467. Matija Korvin unapređuje Staru Túru u ropski grad (oppidum), i time jača gradska ekonomija. Godine 1848. grad je bio skoro uništen požarom.

## Stanovništvo
| Godina:     | 1993.  | 2003.   | 2013.   | 2023.   |
| ----------- | ------ | ------- | ------- | ------- |
| Broj ljudi: | 10 694 | 10 129  | 9207    | 8379    |
| Razlika:    |        | -5,28 % | -9,10 % | -8,99 % |

| Godina:     | 2022. | 2023.   |
| ----------- | ----- | ------- |
| Broj ljudi: | 8486  | 8379    |
| Razlika:    |       | -1,26 % |

Po popisu stanovništva iz 2021. godine grad je imao 8724 stanovnika. Po popisu stanovništva u gradu živi najviše Slovaka.
- Slovaci 92,5%
- Česi 1,0%

Prema vjeroispovijesti najviše ima luterana 32,2%, rimokatolika 20,7% i ateista 36,2%.

## Poznate osobe
- Viliam Vagač (*1909 – † 1970), SDB, rimokatolički svećenik, religijski zatvorenik (osuđen na 18 godina zatvora).[7]

## Vanjske poveznice
- Službena stranica grada

### Ostali projekti
|  | Zajednički poslužitelj ima još gradiva o temi Stará Turá |